# Domahida
Domahida (románul Domănești) falu Romániában Szatmár megyében.

## Fekvése
Nagykárolytól 13 km-re északkeletre a Kraszna jobb partján fekszik, Kismajtényhoz tartozik, melytől 4 km-re északra van.

## Nevének eredete
A település névadója a Balogsemjén nemzetséghez tartozó Domán (Domianus) volt, kinek birtoka a Kraszna két partján feküdt, s mivel a folyón 
hidat építtetett, a helység Domahida-nak, családja pedig Dománhidy-nak, később pedig Domahidy-nek neveztetett.

## Története
Domahida és környéke már ősidők óta lakott helynek számított.
Területén a késő bronzkorból származó leletek; fegyverek, szerszámok, ékszerek kerültek napvilágra.
A település nevét az oklevelek 1320-ban említik először, ekkor éltek a családból Domahidáról nevezett gróf (vagy ispán=comes) Miklósnak fiai István és Péter, akik Szatmár megyei Beltöki birtokukat eladták a várdai káptalan előtt.
1369-ben a település a Domahidy család birtoka.
1453-ban Domahidy György fiai Mihály, András, Gergely, Zsigmond és Miklós osztoznak Domahidán, valamint Ököreitó helységen is.
1467-ben András határjárást eszközöltet.

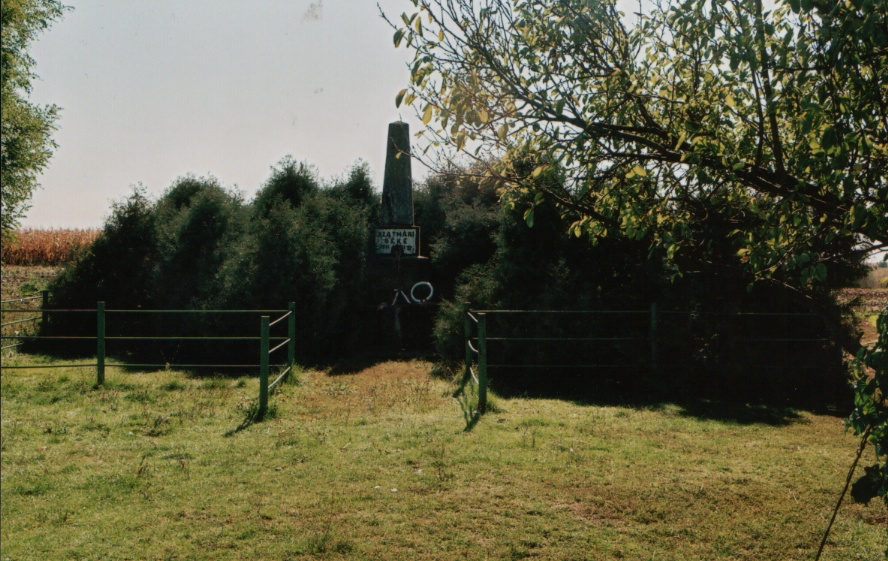
A szatmári béke emlékoszlopa, a majtényi fegyverletételt jelző emlékmű a kismajtényi és domahidai vasútállomás mögött áll(2007)

Egy nevezetes történelmi esemény játszódott itt. 1711. április 30-án Domahida határában a nagymajtényi síkon tette le a fegyvert gr. Károlyi Sándor kuruc generális a császári hadak előtt. A szatmári béke emlékoszlopa és a fegyverletétel emlékműve a vasútállomás mögött áll.
Az 1800-as években a település birtokosai voltak Domahidy József, László, Zsigmond, Gábor, Dániel, és Terézia  (Buday Józsefné).
A falunak 1910-ben 1197, többségben magyar lakosa volt, jelentős román kisebbséggel. A trianoni békeszerződésig Szatmár vármegye Nagykárolyi járásához tartozott.

## Közlekedés
A települést érinti a Nagyvárad–Székelyhíd–Érmihályfalva–Nagykároly–Szatmárnémeti–Halmi–Királyháza-vasútvonal.